# Luzoué
Der Luzoué (auch Luzouré geschrieben) ist ein Fluss in Frankreich, der im Département Pyrénées-Atlantiques in der Region Nouvelle-Aquitaine verläuft. Er entspringt beim Weiler Horticous im südlichen Gemeindegebiet von Monein, entwässert generell Richtung Nordwest durch die Landschaft der historischen Provinz Béarn und mündet nach rund 21 Kilometern an der Gemeindegrenze von Lagor und Mont als linker Nebenfluss in den Gave de Pau.

## Orte am Fluss
(Reihenfolge in Fließrichtung)
- Féas, Gemeinde Monein
- Cardesse
- Bachaulet, Gemeinde Monein
- Lahourcade
- Mourenx
- Lagor
- Casanave, Gemeinde Lagor